# Isòtops del sofre
El sofre (S) té 25 isòtops, quatre d'ells estables: ³²S (95,02%), 33S (0,75%), 34S (4,21%), 36S (0,02%). Els isòtops radioactius tenen una vida curta, a excepció del 35S, que es forma per espal·lació de raigs còsmics de l' 40Ar a l'atmosfera terrestre. Té un període de semidesintegració de 87 dies i una massa atòmica estàndard de: 32.065(5) u
Quan els minerals de sulfur precipiten, l'equilibri isotònic entre els sòlids i líquids pot causar petites diferències en els valors δ34S de minerals cogenèctics. Les diferències entre els minerals es poden usar per estimar la temperatura d'equilibri. El δ13C i δ34S dels carbonats i sulfurs coexistents es poden usar per determinar el pH i la fugacitat de l'oxigen dels fluids que contenen mena durant la formació de la mena.
En molts ecosistemes selvàtics, el sulfat es deriva principalment de l'atmosfera; la meteorització dels minerals de mena i les evaporites també aporten sofre. El sofre amb una composició isotònica distintiva s'ha usat per identificar les fonts de pol·lució, el sofre enriquit s'ha afegit en estudis hidrològics. Les diferències en l'abundància natural es poden usar en sistemes on hi ha prou variació en el 34S dels components de l'ecosistema. .

## Taula
| símbol del núclid | Z(p)                | N(n)                | massa isotòpica (u) | Període de semidesintegració | Espín nuclear  | Composició isotòpica representativa (fracció molar) | Rang de variació natural (fracció molar) |
| símbol del núclid | Energia d'excitació | Energia d'excitació | Energia d'excitació | Període de semidesintegració | Espín nuclear  | Composició isotòpica representativa (fracció molar) | Rang de variació natural (fracció molar) |
| ----------------- | ------------------- | ------------------- | ------------------- | ---------------------------- | -------------- | --------------------------------------------------- | ---------------------------------------- |
| 26S               | 16                  | 10                  | 26.02788(32)#       | 10# ms                       | 0+             |                                                     |                                          |
| 27S               | 16                  | 11                  | 27.01883(22)#       | 15.5(15) ms                  | (5/2+)         |                                                     |                                          |
| 28S               | 16                  | 12                  | 28.00437(17)        | 125(10) ms                   | 0+             |                                                     |                                          |
| 29S               | 16                  | 13                  | 28.99661(5)         | 187(4) ms                    | 5/2+           |                                                     |                                          |
| ³⁰S               | 16                  | 14                  | 29.984903(3)        | 1.178(5) s                   | 0+             |                                                     |                                          |
| 31S               | 16                  | 15                  | 30.9795547(16)      | 2.572(13) s                  | 1/2+           |                                                     |                                          |
| ³²S               | 16                  | 16                  | 31.97207100(15)     | ESTABLE                      | 0+             | 0.9493(31)                                          | 0.94454-0.95281                          |
| 33S               | 16                  | 17                  | 32.97145876(15)     | ESTABLE                      | 3/2+           | 0.0076(2)                                           | 0.00730-0.00793                          |
| 34S               | 16                  | 18                  | 33.96786690(12)     | ESTABLE                      | 0+             | 0.0429(28)                                          | 0.03976-0.04734                          |
| 35S               | 16                  | 19                  | 34.96903216(11)     | 87.51(12) d                  | 3/2+           |                                                     |                                          |
| 36S               | 16                  | 20                  | 35.96708076(20)     | ESTABLE                      | 0+             | 0.0002(1)                                           | 0.00013-0.00027                          |
| 37S               | 16                  | 21                  | 36.97112557(21)     | 5.05(2) min                  | 7/2-           |                                                     |                                          |
| 38S               | 16                  | 22                  | 37.971163(8)        | 170.3(7) min                 | 0+             |                                                     |                                          |
| 39S               | 16                  | 23                  | 38.97513(5)         | 11.5(5) s                    | (3/2,5/2,7/2)- |                                                     |                                          |
| 40S               | 16                  | 24                  | 39.97545(15)        | 8.8(22) s                    | 0+             |                                                     |                                          |
| 41S               | 16                  | 25                  | 40.97958(13)        | 1.99(5) s                    | (7/2-)#        |                                                     |                                          |
| 42S               | 16                  | 26                  | 41.98102(13)        | 1.013(15) s                  | 0+             |                                                     |                                          |
| 43S               | 16                  | 27                  | 42.98715(22)        | 260(15) ms                   | 3/2-#          |                                                     |                                          |
| 43mS              | 319(5) keV          | 319(5) keV          | 319(5) keV          | 480(50) ns                   | (7/2-)         |                                                     |                                          |
| 44S               | 16                  | 28                  | 43.99021(42)        | 100(1) ms                    | 0+             |                                                     |                                          |
| 45S               | 16                  | 29                  | 44.99651(187)       | 68(2) ms                     | 3/2-#          |                                                     |                                          |
| 46S               | 16                  | 30                  | 46.00075(75)#       | 50(8) ms                     | 0+             |                                                     |                                          |
| 47S               | 16                  | 31                  | 47.00859(86)#       | 20# ms [>200 ns]             | 3/2-#          |                                                     |                                          |
| 48S               | 16                  | 32                  | 48.01417(97)#       | 10# ms [>200 ns]             | 0+             |                                                     |                                          |
| 49S               | 16                  | 33                  | 49.02362(102)#      | <200 ns                      | 3/2-#          |                                                     |                                          |